# アンソニー・ジャクソン＝ハメル
アンソニー・ジャクソン＝ハメル（Anthony Jackson-Hamel、1993年8月3日 - ）は、カナダ出身の同国代表サッカー選手。ポジションはFW。

## 経歴

### クラブ
モントリオール・インパクトのアカデミー出身。2014年8月1日にプロ契約を締結し、翌8月2日のトロントFC戦でプロデビューを果たした。2020年シーズン終了後、契約満了によりモントリオール・インパクトを退団。

### 代表
2013年2月、U-20代表チームの一員としてメキシコで開催されたCONCACAF U-20選手権に参加した。
2016年10月、モロッコ代表との親善試合でフル代表初召集。10月6日のモーリタニア代表戦でフル代表デビューを果たした。2017年1月22日のバミューダ代表との親善試合でで初ゴールを決めた。

## タイトル

### クラブ
モントリオール・インパクト
- カナディアン・チャンピオンシップ: 2019[8]